# فرودگاه بین‌المللی مانکتن بزرگ
فرودگاه بین‌المللی مانکتن بزرگ (به انگلیسی: Greater Moncton International Airport) (به زبان بومی: Moncton/Greater Moncton International Airport) یک فرودگاه همگانی باربری با کد یاتا YQM است که یک باند فرود آسفالت دارد و طول باند آن ۱۸۷۵ متر است. این فرودگاه در شهر مونکتون، نیوبرانزویک کشور کانادا قرار دارد و در ارتفاع ۷۱ متری از سطح دریا واقع شده‌است.

## شرکت‌های هواپیمایی و مقصدهای پروازی
| شرکت‌های هواپیمایی                             | مقصدهای پروازی                                                                        |
| --------------------------------------------- | ------------------------------------------------------------------------------------- |
| فدکس اکسپرس اجرا توسط Morningstar Air Express | فرودگاه بین‌المللی هلفکس استانفیلد                                                     |
| KF Cargo                                      | فرودگاه بروکسل، فرودگاه بین‌المللی پیرسون تورنتو                                       |
| Purolator Courier اجرا توسط Cargojet Airways  | فرودگاه بین‌المللی جان سی. منرو همیلتن، فرودگاه بین‌المللی مونترآل-میرابل               |
| اسکای‌لینک اکسپرس                              | فرودگاه بین‌المللی هلفکس استانفیلد، فرودگاه میرامیچی، فرودگاه بین‌المللی مونترآل-میرابل |
| یوپی‌اس ایرلاینز اجرا توسط Bluebird Cargo      | فرودگاه بین‌المللی کفلاویک                                                             |